# Gora Zakrytaja
Gora Zakrytaja (englische Transkription von russisch Гора Закрытая Gora Sakrytaja, deutsch ‚Verschlossener Berg‘) ist ein Nunatak im ostantarktischen Mac-Robertson-Land. Er ragt unmittelbar westlich des Schmitter Peak in den Prince Charles Mountains auf.
Russische Wissenschaftler benannten ihn.